# Красів (гміна)
Гміна Красув — колишня (1934—1939 рр.) сільська ґміна Львівського повіту Львівського воєводства Польської республіки (1918—1939) рр.. Центром ґміни було село Красів.
1 серпня 1934 року було створено ґміну Красув у Львівському повіті. До неї увійшли сільські громади: Бродкі, Ґлуховєц, Красув, Лінденфельд, Любяна, Новосюлкі, Подцємне, Поляна, Раковєц, Райхенбах.
У 1934 році територія ґміни становила 106,48 км². Населення ґміни станом на 1931 рік становило 6016 осіб. Налічувалося 1061 житлових будинків.
Національний склад населення ґміни Красув на 1 січня 1939 року:
| село        | населення | українці-греко-католики | українці-латинники | євреї | німці | поляки |
| ----------- | --------- | ----------------------- | ------------------ | ----- | ----- | ------ |
| Бродки      | 970       | 890                     | 45                 | 10    | 5     | 20     |
| Глуховець   | 630       | 520                     | 100                | 5     |       | 5      |
| Красів      | 780       | 640                     | 50                 | 10    | 20    | 60     |
| Лінденфельд | 140       | 20                      |                    |       | 120   |        |
| Луб’яне     | 660       | 600                     | 30                 | 10    | 15    | 5      |
| Новосілки   | 330       | 180                     | 130                | 10    |       | 10     |
| Підтемне    | 520       | 260                     | 230                | 15    | 5     | 10     |
| Поляна      | 1550      | 970                     | 230                | 30    |       | 320    |
| Раковець    | 670       | 340                     | 270                | 30    |       | 30     |
| Райхенбах   | 250       | 100                     |                    |       | 130   | 20     |
| Загалом     | 6500      | 4520                    | 1085               | 120   | 295   | 480    |
| Відсотки    | 100%      | 69,54%                  | 15,92%             | 1,85% | 4,54% | 7,38%  |

Публіковані ж поляками цифри про національний склад населення ґміни за результатами перепису 1931 року (ніби-то було аж 38,9% поляків) суперечать шематизмам і даним, отриманим від місцевих жителів (див. вище) та пропорціям за допольськими  (австрійськими) та післяпольськими (радянським 1940 і німецьким 1943) переписами.
Відповідно до Пакту Молотова — Ріббентропа 20 вересня територія ґміни була передана радянським військам. Ґміна ліквідована у 1940 році у зв’язку з утворенням Щирецького району.